# 福尔克·弗勒伦
福尔克·弗勒伦（瑞典語：Folke Frölén，1908年2月25日—2002年11月6日），瑞典男子马术运动员。他曾代表瑞典参加1952年夏季奥林匹克运动会马术比赛，获得团体三日赛金牌。